# 伊号第百五十三潜水艦
| 画像をアップロード | |
| 艦歴               | |
| 計画               | 大正12年度艦艇補充計画                                                                                              |
| 起工               | 1924年4月1日 |
| 進水               | 1925年8月5日 |
| 就役               | 1927年3月30日 |
| 除籍               | 1945年11月30日 |
| その後             | 1948年初頭 解体 |
| 性能諸元           | |
| 排水量             | 基準：1,635トン 常備：1,800トン 水中：2,300トン                                                                     |
| 全長               | 100.58m |
| 全幅               | 7.98m |
| 吃水               | 4.83m |
| 機関               | ズルツァー式3号ディーゼル2基2軸 水上：6,800馬力 水中：1,800馬力                                                     |
| 速力               | 水上：20.0kt 水中：8.0kt                                                                                            |
| 航続距離           | 水上：10ktで10,000海里 水中：3ktで90海里                                                                            |
| 燃料               | 重油：241.8t |
| 乗員               | 63名 |
| 兵装               | 40口径十一年式12cm単装砲1門 留式7.7mm機銃1挺 53cm魚雷発射管 艦首6門、艦尾2門 六年式魚雷16本 Kチューブ（水中聴音機） |
| 備考               | 安全潜航深度：60m                                                                                                   |

伊号第百五十三潜水艦（いごうだいひゃくごじゅうさんせんすいかん）は、日本海軍の潜水艦。伊百五十三型潜水艦（海大III型a）の1番艦。竣工時の艦名は伊号第五十三潜水艦（初代）。

## 艦歴
- 1921年（大正10年）4月25日 - 第六十四潜水艦と命名[2]。当初は海軍大型五十一型の2番艦[3]として計画。
- 1923年（大正12年）6月15日 - 伊号型海大三型の1番艦に計画変更[4]。
- 1924年（大正13年）4月1日 - 呉海軍工廠で起工。
  - 11月1日 - 伊号第五十三潜水艦に改名。
- 1925年（大正14年）8月5日 - 進水
- 1927年（昭和2年）3月30日 - 竣工。第二艦隊第2潜水戦隊第17潜水隊に編入。
- 1928年（昭和3年）12月10日 - 呉鎮守府付属。
- 1935年（昭和10年）11月15日 - 第18潜水隊に編入[5]。
- 1936年（昭和11年）2月27日 - 大王崎灯台沖5海里の地点で伊56と接触事故[6]
- 1938年（昭和13年）6月1日 - 艦型名を伊五十三型に改正[7]。
- 1940年（昭和15年）10月11日、横浜港沖で行われた紀元二千六百年特別観艦式に参加[8]。
- 1941年（昭和16年）12月1日 - 第4潜水戦隊第18潜水隊に属し、三亜を出航。マレー作戦に参戦[9]。
  - 12月20日 - カムラン湾に到着[9]。
  - 12月29日 - カムラン湾を出航するも荒天により故障。31日、カムラン湾に戻り修理を行う[9]。
- 1942年（昭和17年）2月27日 - バニュワンギ南西25浬地点付近で砲弾を積んでスラバヤからオーストラリアへ航行中の蘭タンカーベン2（BEN-2、913トン）を雷撃により撃沈[10]。
  - 2月28日 - 南緯08度16分 東経108度52分 / 南緯8.267度 東経108.867度のチラチャップ南方沖合で英貨物船シティ・オブ・マンチェスター（City of Manchester、8,917トン）を砲雷撃により撃沈[10]。
  - 3月8日 - セレベス島スターリング湾に到着。16日に出航[9]。
  - 3月10日 - 呉鎮守府部隊に編入[9]。
  - 3月25日 - 呉入港。以後、潜水学校の訓練に従事[5]。
  - 5月20日 - 伊号第百五十三潜水艦に改名。
- 1944年（昭和19年）1月31日 - 予備艦となり潜水学校に繋留されて終戦を迎える[9]。
- 1948年（昭和23年）初頭 - 解体[11]。

撃沈総数2隻、撃沈トン数9,830トン。

## 歴代艦長
※『艦長たちの軍艦史』421-422頁、『日本海軍史』第9巻・第10巻の「将官履歴」による。

### 艤装員長
- 高須三二郎 少佐：1926年8月20日 - 12月6日

### 艦長
- 高須三二郎 中佐：1926年12月6日 - 1927年12月1日
- 佐藤勉 少佐：1927年12月1日 - 1928年12月10日
- 平野六三 少佐：1928年12月10日 - 1930年12月1日
- 林清亮 少佐：1930年12月1日 - 1931年12月1日
- 石崎昇 少佐：1931年12月1日 - 1932年11月15日
- 加藤与四郎 少佐：1932年11月15日 - 1934年11月15日
- 南里勝次 少佐：1934年11月15日 - 1935年11月15日
- 清水太郎 少佐：1935年11月15日 - 1936年12月1日
- 溝畠定一 少佐：1936年12月1日 - 1937年11月1日[12]
- （兼）楢原省吾 少佐：1937年11月1日 - 1937年12月1日
- 佐野孝夫 少佐：1937年12月1日 - 1938年3月19日[13]
- 宇野（中村）乙二 少佐：1938年3月19日 - 1938年7月30日[14]
- 安久栄太郎 少佐：1938年7月30日 - 1939年11月20日
- 入江達 少佐：1939年11月20日 - 1941年1月31日[15]
- 中村省三 少佐：1941年1月31日 -
- 井筒紋四郎 少佐：1942年5月23日 -
- 和田睦雄 大尉：1943年5月25日 -
- 井元正之 少佐：1943年6月25日 -